# John Bede Polding
John Bede Polding (ur. 18 października 1794 w Liverpoolu, zm. 16 marca 1877 w Sydney) – brytyjski duchowny rzymskokatolicki, benedyktyn, pierwszy ordynariusz (później arcybiskup) diecezji w Sydney i zarazem pierwszy w historii katolicki biskup z siedzibą na kontynencie australijskim. 

## Życiorys
Urodził się jako John Polding (jego nazwisko było wymawiane również jako Poulden lub Polten) w Liverpoolu. Wcześnie stracił rodziców i w wieku ośmiu lat został oddany pod opiekę wuja, o. Bede Brewera, przełożonego generalnego angielskiej kongregacji benedyktynów. Jako jedenastoletni chłopiec został wysłany do kolegium benedyktyńskiego św. Grzegorza Wielkiego w Acton Burnell koło Shrewsbury. 15 lipca 1810 wstąpił do zakonu przyjmując imię zakonne Bede. W 1814 zgromadzenie wraz ze szkołą przeniesione zostały do Downside w hrabstwie Somerset; tamże 4 marca 1819 roku John Polding z rąk biskupa Williama Poyntera, wikariusza apostolskiego w Londynie otrzymał święcenia kapłańskie. Przez 20 lat pracował w zgromadzeniu w Downside, w latach 1826–1834 sprawował dodatkowo funkcję sekretarza przełożonego generalnego kongregacji.
3 lipca 1832 papież Grzegorz XVI skierował go do Australii, zwanej wówczas Nową Holandią, gdzie miał stanąć na czele nowo erygowanego wikariatu apostolskiego Nowej Holandii i Ziemi van Diemena. Ze względu na złożoną sytuację kolonialną nominację tę przyjął dopiero w 1834 (wcześniej odrzucał nominacje na Mauritius i do Madrasu). Sakrę biskupią otrzymał 2 tygodnie później – 29 czerwca 1834 roku z rąk biskupa Jamesa Yorke Bramstona wikariusza apostolskiego Dystryktu Londyńskiego w jego prywatnej kaplicy, otrzymując stolicę tytularną Hierocaesarea.
Polding przybył do Australii 6 sierpnia 1835, najpierw do Hobart, a następnie 13 września tego samego roku dotarł do Sydney. W swojej działalności duszpasterskiej podróżował po całej Australii i był postrzegany jako osoba bardzo pracowita. W 1839 w jednej z katolickich gazet napisano o nim, że jest „nieustannie pracujący, nieograniczenie gorliwy oraz traktowany zarówno przez protestantów, jak i katolików niemalże jak święty”. Starając się o pozyskanie nowych kapłanów w 1840 udał się z podróżą ad limina do Rzymu. Podczas jego nieobecności (i na czas tej nieobecności) w listopadzie 1840 wikariuszem apostolskim w Sydney ustanowiony został Francis Murphy, mianowany w 1844 pierwszym biskupem Adelaide.
Głównym rezultatem podróży Poldinga do Watykanu było podniesienie 5 kwietnia 1842 wikariatu do rangi diecezji, która już po niespełna trzech tygodniach – 22 kwietnia 1842 – stała się archidiecezją. Tym samym Polding stał się pierwszym arcybiskupem Sydney. Sprawował ten urząd jeszcze przez 35 lat, do swojej śmierci w wieku 82 lat. Mimo wielu sukcesów jako założyciel diecezji Polding doświadczał wielu problemów duszpasterskich ze strony irlandzkiego Kościoła katolickiego w Australii.
W 1846 wyjechał ponownie do Europy z nadzieją ustanowienia dla siebie biskupa koadiutora oraz sprowadzenia do Australii sióstr benedyktynek. Udało mu się pozyskać grupę benedyktynek z konwentu w Stanbrook. W Rzymie uzyskał aprobatę ustanowienia oddzielnej diecezji w Melbourne oraz zgodę na biskupa koadiutora. 24 września 1847 benedyktyn Charles Henry Davis mianowany został biskupem Maitland, z ograniczeniem jego obowiązków do pomocy arcybiskupowi.
W 1857 założył zgromadzenie zakonne Sióstr Dobrego Samarytanina w Sydney (liczące obecnie ponad 250 osób w konwentach na całym świecie). Był inicjatorem budowy wielu kościołów. W 1868 rozpoczął w Sydney budowę nowego kościoła katedralnego pod wezwaniem Najświętszej Marii Panny.
Polding zmarł 16 marca 1877 w Sydney, w wieku 82 lat. Pochowany został na cmentarzu Petersham. W 1901 jego szczątki przeniesiono do katedry Najświętszej Marii Panny w Sydney.